# 賈穆雜竺鯻
賈穆雜竺鯻（學名：Variichthys jamoerensis）為鱸形目鱸亞目鯻科的其中一種，分布於大洋洲新幾內亞Jamur湖水域，為特有種，被IUCN列為易危保育類動物，體呈紡錘型，側扁，背鰭硬棘12-14枚；背鰭軟條10-11枚；臀鰭硬棘3枚；臀鰭軟條8-9枚，體長可達8.5公分，成魚棲息在水質清澈、植被生長的湖泊淺水域，屬草食性，以藻類為食，成魚會保護卵並搧動魚鰭提供足夠的氧，生活習性不明。

## 擴展閱讀
維基物種上的相關：賈穆雜竺鯻